# Trịnh Bình Như
Trịnh Bình Như (1918 – tháng 2 năm 1940) là người phụ nữ thuộc giới thượng lưu và điệp viên Trung Quốc chuyên thu thập thông tin tình báo về Lục quân Đế quốc Nhật Bản trong Chiến tranh Trung – Nhật. Bà bị xử tử sau nỗ lực ám sát bất thành Đinh Mạc Thôn, Chủ nhiệm Tổng bộ Đặc công số 76 của chính phủ bù nhìn thân Nhật Uông Tinh Vệ. Cuộc đời của bà được cho là nguồn cảm hứng cho tiểu thuyết Sắc, Giới của Trương Ái Linh, về sau được chuyển thể thành bộ phim cùng tên năm 2007 của Lý An.

## Thân thế

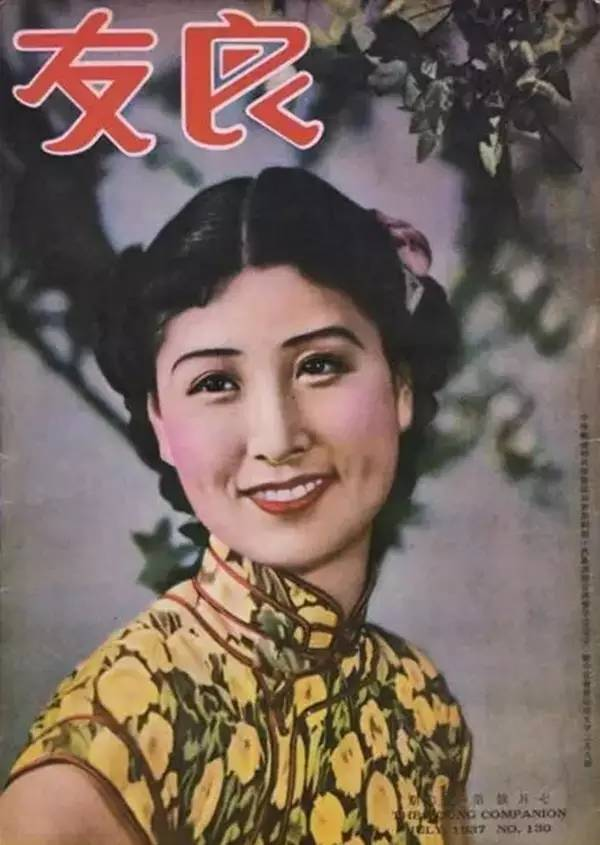
Trịnh Bình Như xuất hiện trên trang bìa của tờ Lương hữu họa báo vào tháng 7 năm 1937.

Trịnh Bình Như sinh năm 1918 tại Lan Khê, Chiết Giang, Trung Hoa Dân Quốc. Phụ thân tên là Trịnh Việt Nguyên (鄭鉞原), còn gọi là Trịnh Anh Bá (鄭英伯), là nhà cách mạng Đồng minh Hội và là thân tín của Tôn Trung Sơn. Hồi còn du học ở Nhật Bản, ông lấy vợ người Nhật mang tên Kimura Hanako (木村 花子) rồi sau lấy tên tiếng Trung là Trịnh Hoa Quân (鄭華君). Họ có hai người con trai và ba cô con gái; Trịnh Bình Như là cô con gái lớn thứ hai.
Chịu ảnh hưởng từ mẹ mình mà Trịnh Bình Như nói tiếng Nhật lưu loát. Bà lớn lên ở Thượng Hải cũng là nơi mà cha bà giảng dạy tại Đại học Phục Đán. Bà từng theo học Trường Trung học Dân Quang và Học viện Chính pháp Thượng Hải.
Trịnh Bình Như ngưỡng mộ các nữ diễn viên nổi tiếng Hồ Điệp và Nguyễn Linh Ngọc và muốn trở thành diễn viên, bà từng biểu diễn cùng một nhóm diễn viên đến từ Đại học Đại Đồng. Nhưng cha bà là người rất truyền thống và bảo thủ đã phản đối tham vọng của bà.
Bà trở thành người phụ nữ thuộc giới thượng lưu và xuất hiện trên trang bìa của tạp chí ảnh nổi tiếng Lương hữu họa báo năm 1937. Vào thời điểm đó, bà cũng được nhiều người biết đến trong vai trò là nhạc sĩ và diễn viên.
Dù gia đình bà có một nửa dòng máu Nhật, nhưng họ lại phản đối mạnh mẽ hành động xâm lược Trung Quốc của Đế quốc Nhật Bản. Khi người Nhật xâm chiếm Mãn Châu vào năm 1931 và tiến đánh Thượng Hải vào năm 1932, Trịnh Bình Như cùng anh chị em trong nhà đã tham gia vào các cuộc biểu tình chống Nhật.

## Điệp viên thời chiến

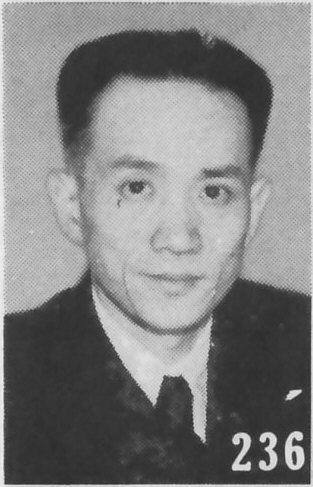
Đinh Mạc Thôn, cộng tác viên thân Nhật mà Trịnh Bình Như định mưu sát.

Khi Nhật Bản xâm lược Trung Quốc vào năm 1937 và chiếm đóng Thượng Hải sau trận đánh khốc liệt tại đây, Trịnh Bình Như bèn bí mật tham gia phong trào kháng chiến và được cơ quan tình báo Trung Thống của Quốc dân Đảng tuyển mộ làm điệp viên ngầm. Nhờ thông thạo tiếng Nhật và mối quan hệ với mẹ đã giúp bà có cơ hội thâm nhập vào sâu trong lòng địch và thu thập thông tin về quân đội Nhật.
Trịnh Bình Như tình nguyện mưu sát Đinh Mạc Thôn, Chủ nhiệm Tổng bộ Đặc công số 76 của chính phủ bù nhìn thân Nhật do Uông Tinh Vệ đứng đầu. Đinh bị Quốc dân Đảng coi là Hán gian vì cộng tác với người Nhật và có biệt danh là "Đinh Đồ tể" vì đã ra lệnh xử tử những chiến sĩ kháng chiến chống Nhật. Vì Đinh Mạc Thôn trước đây từng là Hiệu trưởng Trường Trung học Dân Quang mà Trịnh Bình Như theo học nên bà được giao nhiệm vụ quyến rũ và dụ ông ta rơi vào bẫy. Khởi đầu từ tháng 3 năm 1939, Bà dàn xếp một vài cuộc gặp gỡ "tình cờ" với Đinh Mạc Thôn và trở thành tình nhân của Đinh. Ngày 10 tháng 12 năm 1939, Trịnh đã mời Đinh về nhà mình sau một buổi hẹn hò mà nhóm mưu sát đợi sẵn bên trong, nhưng ông vội từ chối lời mời của bà và kế hoạch vấp phải thất bại.
Ngày 21 tháng 12 năm 1939, Trịnh Bình Như đi cùng Đinh Mạc Thôn đến nhà bạn của ông để ăn tối. Sau bữa tối, bà đòi ông thả mình xuống Đường Nam Kinh, phố mua sắm nổi tiếng của Thượng Hải. Khi chiếc xe chạy ngang qua Cửa hàng Đồ da Siberia trên đường Gordon, Trịnh Bình Như bảo là mình muốn mua một chiếc áo khoác lông thú và đòi ông ta chọn giúp bà. Hai mật vụ Trung Thống đã chờ sẵn gần đó để có cơ hội giết Đinh Mạc Thôn. Khi ở bên trong cửa hàng, Đinh đột nhiên phát hiện bên ngoài cửa kính có hai người khả nghi đang theo dõi, ông nhanh chóng bỏ mặc Bình Như rồi chạy ra khỏi cửa hàng chui vào chiếc xe chống đạn của mình. Quá bất ngờ trước tình huống này, họ bèn nổ súng nhằm vào người Đinh Mạc Thôn, nhưng đã bắn trượt tên này trước khi tài xế của ông rồ ga bỏ chạy kịp thời.
Sau vụ ám sát bất thành, Đinh Mạc Thôn thừa biết Trịnh Bình Như là gián điệp nên ông giả vờ hẹn gặp bà lần nữa. Bà bèn giấu khẩu súng lục Browning và lái xe đến địa chỉ số 76 Đường Jessfield; khi sắp sửa bước chân vào đây, Trịnh Bình Như bất ngờ bị thuộc cấp của Đinh Mạc Thôn là Lý Sĩ Quần bắt giữ và đem giam tại trụ sở tình báo của ông ta.
Vợ của Uông Tinh Vệ là Trần Bích Quân và những người khác đã cố gắng thuyết phục Trịnh Bình Như gia nhập chính quyền Uông Tinh Vệ nhưng đều bị bà từ chối. Uông Tinh Vệ bắt Trịnh Bình Như làm con tin và cố gắng ép buộc cha bà phải ra làm Bộ trưởng Bộ Tư pháp cho chính quyền của mình, nhưng ông kiên quyết từ chối dù rất thương con. Điều này khiến giới lãnh đạo chính quyền Uông Tinh Vệ tức giận và họ nhất trí ủng hộ việc giết bà. Vào tháng 2 năm 1940, Trịnh Bình Như bị xử tử bí mật gần Đường Trung Sơn ở phía tây Thượng Hải, hưởng dương 22 tuổi.

## Gia đình
Sau khi Trịnh Bình Như bị hành quyết, cha bà sớm lâm bệnh và qua đời vào năm 1941. Em trai bà tên Trịnh Hải Trừng (鄭海澄), là phi công chiến đấu trong Không quân Trung Hoa Dân Quốc đã tử trận vào ngày 19 tháng 1 năm 1944. Vị hôn phu của bà tên là Đại tá Vương Hán Huân (王漢勛), cũng là phi công chiến đấu cùng em trai bà đã hy sinh trong trận không chiến gần Quế Lâm vào ngày 7 tháng 8 năm 1944. Sau đó, mẹ bà chuyển đến Đài Loan và qua đời vào năm 1966 ở tuổi 80.

## Di sản
Chính quyền Quốc dân Đảng tại Đài Loan chính thức tuyên bố Trịnh là "liệt sĩ", và Đảng Cộng sản Trung Quốc gọi bà là "nữ anh hùng chống Nhật". Một đài tưởng niệm có tượng Trịnh Bình Như đã được khánh thành tại Thanh Phố, Thượng Hải vào năm 2009.
Câu chuyện của Trịnh Bình Như thường được cho là đã truyền cảm hứng cho nhân vật Vương Giai Chi trong truyện ngắn Sắc, Giới do Trương Ái Linh viết vào năm 1979. Trương Ái Linh được người chồng cũ của bà là Hồ Lan Thành kể chuyện về Trịnh Bình Như do ông này từng là Thứ trưởng Bộ Tuyên truyền của chính quyền Uông Tinh Vệ.
Năm 2007, truyện ngắn này được chuyển thể thành phim Sắc, Giới do Lý An đạo diễn. Trong tiểu thuyết và phim ảnh, âm mưu ám sát Vương Giai Chi đã thất bại vì cô yêu mục tiêu của mình. Có sự phản đối trong cách miêu tả Vương Giai Chi vì người ta cảm thấy rằng câu chuyện của cô "đã bóp méo một cách sai trái những hành động anh hùng của nguyên mẫu Trịnh Bình Như". Gia đình Trịnh Bình Như nói riêng cảm thấy rằng nhân vật dựa trên hình mẫu này đã làm mất danh dự của bà.